# Неможлива подія
Неможли́вою поді́єю в теорії ймовірності називається подія {\displaystyle V}, яка в результаті досліду статися не може. 
Очевидно, що ймовірність неможливої події дорівнює нулю.
Проте, не всяка подія, ймовірність якої дорівнює нулю, є неможливою подією. Приклад: подія, що полягає в тому, що нормально розподілена випадкова величина набуде деякого конкретного значення. Для будь-якої неперервної випадкової величини вірне твердження: ймовірність того, що випадкова величина набуде визначеного, наперед заданого значення, дорівнює нулю. {\displaystyle P\{\xi =x_{0}\}=0}
Інший приклад події з нульовою ймовірністю: експеримент полягає в тому, що монета підкидається нескінченне число разів. Подія «Монета нескінченне число разів впаде цифрою вгору» має нульову ймовірність, але вона може статися, тому також не є неможливою.
Якщо обумовлена деяка допустима похибка (наприклад,{\displaystyle 10^{-50}} ), ту подію, ймовірність якої не перевищує значення цієї похибки, називають практично неможливою.
Подія, протилежна неможливій, називається достовірною подією.